# Las Gabias
Las Gabias er en kommune i det sydøstlige Spanien i provinsen Granada. Den har et indbyggertal på 23.318 (2024) indbyggere.